# Округ Крофорд (Охајо)
Округ Крофорд (енгл. Crawford County) је округ у америчкој савезној држави Охајо.

## Демографија
По попису из 2010. године број становника је 43.784, што је 3.182 (-6,8%) становника мање него 2000. године.
| Група             | 2000.          | 2010.          |
| Белци             | 45.787 (97,5%) | 42.227 (96,4%) |
| Афроамериканци    | 279 (0,6%)     | 378 (0,9%)     |
| Азијати           | 145 (0,3%)     | 156 (0,4%)     |
| Хиспаноамериканци | 361 (0,8%)     | 533 (1,2%)     |
| Укупно            | 46.966         | 43.784         |